# جراتشي

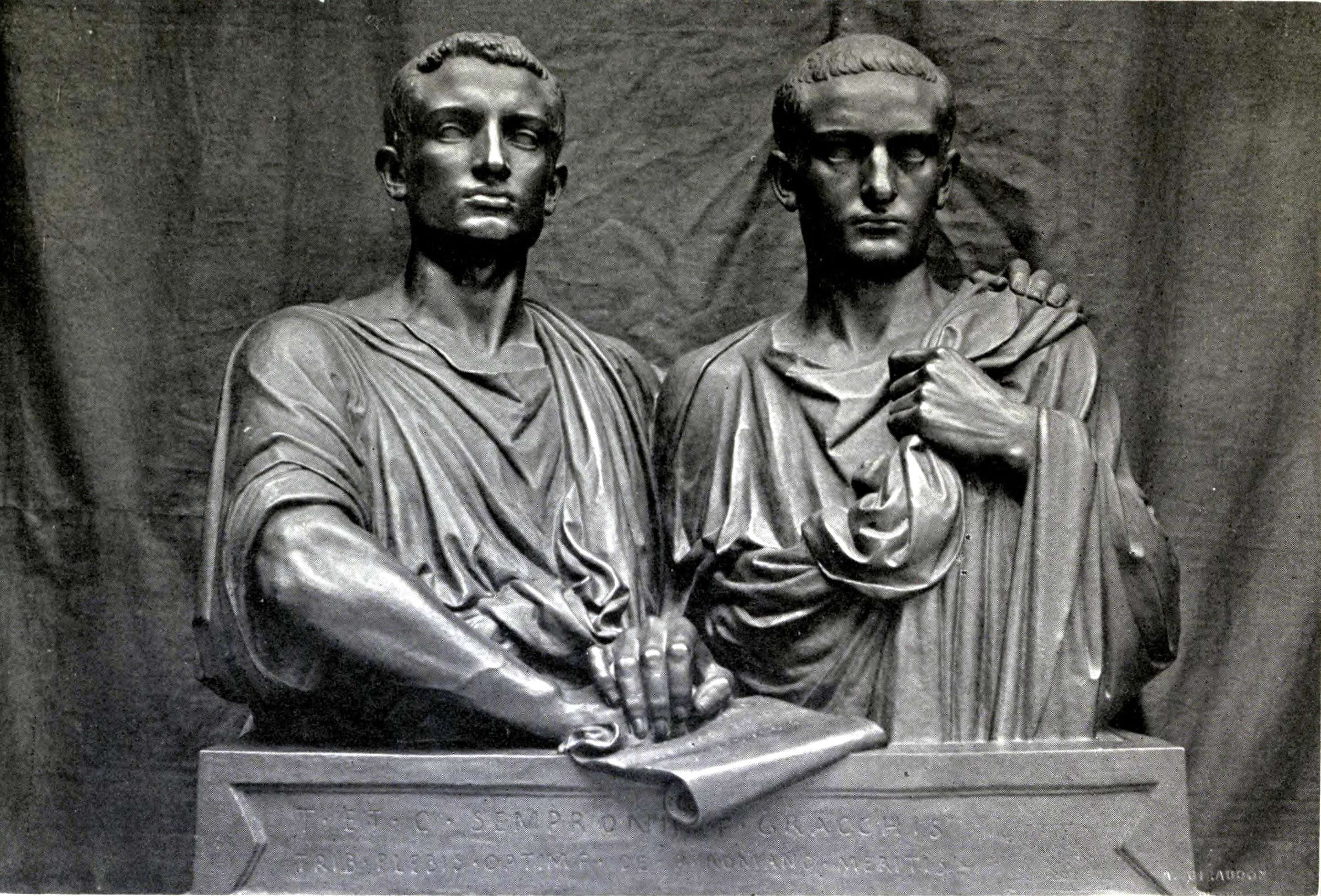
الأخوة جراكوس، نحت للفنان «جان باتيست ويليام». مُتحف أورسي.

كان الأخوان جراتشي، «تيبيريوس» و«غايوس»، من الرومان الذين خدموا كلاهما كمناصرين من الفلاسفة بين عامي 133 و 121 قبل الميلاد. لقد حاولوا إعادة توزيع الأرض العامة التي كان يسيطر عليها حتى الآن الأرستقراطيون بشكل أساسي - على فقراء الحضر وقدامى المحاربين، بالإضافة إلى إصلاحات اجتماعية ودستورية أخرى. بعد تحقيق بعض النجاح المبكر، اغتيل كلاهما من قبل الفصيل المحافظ في مجلس الشيوخ الذي عارض هذه الإصلاحات.